# 대평초등학교 (세종)
대평초등학교(大平初等學校)는 대한민국 세종특별자치시에 있는 공립 초등학교이다

## 연혁
- 2018년 3월 1일 : 인증지정 혁신학교 지정
- 2018년 3월 1일 : 대평초 개교
- 2018년 3월 1일 : 대평초 교장 초대